# Greene County (Arkansas)
Greene County is een county in de Amerikaanse staat Arkansas.
De county heeft een landoppervlakte van 1.496 km² en telt 37.331 inwoners (volkstelling 2000). De hoofdplaats is Paragould.

## Bevolkingsontwikkeling

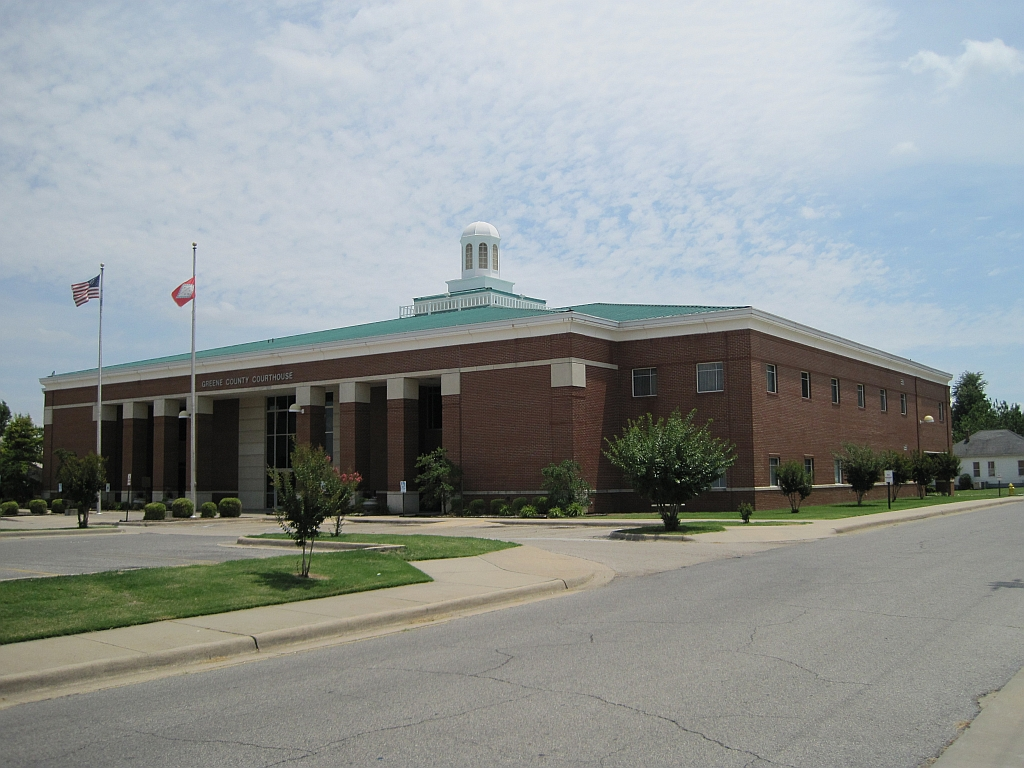
Greene County Courthouse